# Metriotrachelus carbonarius
Metriotrachelus carbonarius es una especie de coleóptero de la familia Attelabidae.

## Distribución geográfica
Habita en Madagascar.